# Un amor salvatge
Un amor salvatge (títol original en anglès, Dirt Music) és una pel·lícula de drama romàntic del 2019 dirigida per Gregor Jordan, basada en la novel·la homònima del 2001 de Tim Winton. És protagonitzada per Garrett Hedlund, Kelly Macdonald i David Wenham. S'ha doblat i subtitulat al català.
La premissa del film és la persecució d'un caçador furtiu per l'interior d'Austràlia després que es descobreixi la seva aventura amb una dona.

## Repartiment
- Garrett Hedlund com a Luther Fox
- Kelly Macdonald com a Georgie Jutland
- David Wenham com a Jim Buckridge
- Julia Stone com a Sal
- Ava Caryofyllis com a Bird
- Aaron Pedersen com a Beaver
- Chris Haywood com a Warwick
- George Mason com a Darkie
- Daniel Wyllie com Rusty

## Producció i estrena
L'agost de 2018 es va anunciar que s'havia escollit Garrett Hedlund i Kelly Macdonald per protagonitzar l'adaptació de la novel·la de Tim Winton. A l'octubre, es va publicar el repartiment secundari, inclòs David Wenham, i el rodatge va començar a Kimberley (Austràlia Occidental), i també es va filmar a Perth i Esperance.
La pel·lícula es va projectar per primer cop al Festival Internacional de Cinema de Toronto l'11 de setembre de 2019. Es va estrenar a Austràlia el 8 d'octubre de 2020 a càrrec d'Universal Pictures.